# Aljami Durham
Aljami Durham (Lilburn, Georgia, 30 de septiembre de 1998) es un jugador de baloncesto estadounidense que forma parte de la plantilla del Bàsquet Girona de la Liga Endesa. Con 1,93 metros de altura juega en la posición de base y escolta. 

## Trayectoria

### Universidad
Formado en la Berkmar High School de su ciudad natal, antes de ingresar en 2017 en la Universidad de Indiana Bloomington, donde jugaría cuatro temporadas la NCAA con los Indiana Hoosiers desde 2017 a 2021. 
En la temporada 2021-22, cambia de universidad e ingresa en el Providence College, situado en Providence, Rhode Island, para jugar la NCAA con los Providence Friars.

### Profesional
El 5 de agosto de 2022 firma con Lavrio B.C. de la A1 Ethniki. Tras 8 partidos, rescindió su contrato. 
El 26 de enero de 2023 firma con Caledonia Gladiators de la British Basketball League. En su única temporada con el conjunto británico, tras 16 partidos disputados promedia 21,4 puntos, 3,8 rebotes y 3,9 asistencias en 33 minutos de juego.
El 14 de julio de 2023 se anuncia su fichaje por Hamburg Towers de la Basketball Bundsliga y Eurocup, con los que en 48 partidos promedia 16,3 puntos, 3,1 rebotes y 3,8 asistencias en 24,9 minutos de media, lo que le abre las puertas a diferentes equipos europeos.
El 15 de junio de 2024 se anuncia su fichaje por el Bàsquet Girona de la Liga Endesa.